# Cadegal
Cadegal es un barrio de Ortuella, municipio de la zona minera de Vizcaya, en el País Vasco. Su código postal es el 48 530.

## Ubicación
Se encuentra en la zona alta Ortuella. Es un barrio minero en las laderas de las montañas de Triano. Hasta 1901, Cadegal (como Ortuella) era un barrio de la localidad de Santurce.

## Demografía
Tiene una población de 35 habitantes.

## Historia
Su origen estuvo ligado al desarrollo de las explotaciones mineras, el agotamiento de los filones supuso también su declive, quedando algunas muestras de la época como el horno Apold-Fleisner ubicado sobre un rellano de hormigón al pie de la ladera que desde el barrio de Cadegal desciende hasta Ortuella.